# Sieger Dijkstra
Sieger Dijkstra (Aduard, 1968) is een Nederlandse ondernemer. Op 11 december 2019 werd hij gekozen tot voorzitter van de noordelijke afdeling van VNO-NCW.

## Biografie
Dijkstra studeerde economie aan de Rijksuniversiteit Groningen. Na zijn studie leidde hij van 1998 tot en met 2013 het familiebedrijf Koninklijke Sjouke Dijkstra (een asfaltcentrale en wegenfabriek). Hij stopte in 2013 als directeur, en werd lid van de raad van commissarissen. Hierna gaf hij leiding aan een bedrijf in zonnestroom en een bedrijf dat andere ondernemingen bijstaat bij de bedrijfsvoering. Hij was van 2014 tot 2016 betrokken bij het Economic Board Groningen, onder andere als bestuursvoorzitter. In 2017 werd hij benoemd tot honorair consul voor Duitsland voor Noord Nederland. Dijkstra is verder oprichter van de Economic Board Groningen, een organisatie die tot doel heeft werkgelegenheid in het Groninger aardbevingsgebied te stimuleren. Daarnaast is Dijkstra lid van de raad van toezicht van Oerol en van Eurosonic Noorderslag.
Dijkstra is getrouwd en heeft drie kinderen.